# Cupidopsis mauritanica
Cupidopsis mauritanica är en fjärilsart som beskrevs av Riley 1932. Cupidopsis mauritanica ingår i släktet Cupidopsis och familjen juvelvingar. Inga underarter finns listade i Catalogue of Life.